# La traición de Rita Hayworth
La traición de Rita Hayworth es una novela del escritor argentino Manuel Puig publicada en 1968. Fue la primera del escritor. Resultó finalista del Premio Biblioteca Breve 1965, de la editorial Seix Barral.
La novela narra la historia de varios habitantes del pueblo ficticio de Coronel Vallejos, en la pampa argentina. La acción transcurre entre 1933 y 1948. A medida que el relato avanza, comienzan a relacionarse las historias de sus personajes, principalmente las de José Casals (Toto), durante su niñez y adolescencia, y su madre Mita. La novela está contada a través de diálogos directos, cartas y reflexiones de sus personajes.

## Estructura
La obra se encuentra dividida en dos partes de ocho capítulos cada una. La primera parte abarca desde el año 1933 al 1943, mientras que la segunda de 1943 a 1948.

### Primera parte
El primer capítulo describe una reunión familiar en La Plata, se presentan los padres de Mita, sus hermanas Clara y Adela, y Violeta, una amiga. Este primer capítulo utiliza diálogos directos, pero sin ninguna referencia sobre la identidad de cada personaje, haciendo difícil su lectura.
El segundo capítulo nos sitúa en Vallejos y mantiene la misma forma narrativa que el capítulo anterior. Los diálogos son principalmente mantenidos por Felisa, señora al servicio de los padres de Toto, y Amparo, la niñera de este último.
En el tercer capítulo el autor modifica la estructura narrativa y toma la primera persona en el personaje de Toto en el año 1939. Destacan el gran interés del niño por las películas y sus primeros contactos con el tema de la sexualidad.
El cuarto capítulo retoma el diálogo directo entre Mita y su amiga viuda Choli. En este capítulo destaca que las respuestas de Mita no se hallan escritas, obligando al lector a recrearlas.
El quinto capítulo nos regresa a Toto y sus reflexiones en el año 1942. Nuevamente vemos el aprecio de Toto por las películas, el descubrimiento de la sexualidad y la relación con su padre Berto.
En el sexto capítulo la historia se centra en Teté, una niña obsesionada en la creencia de que el rezo constante aliviará la enfermedad de su madre.
El séptimo capítulo trata sobre Delia, una joven seducida y abandonada.
Finalmente, el capítulo final de la primera parte nos devuelve a Mita, con la pérdida de su hijo como eje de la historia.

### Segunda parte
El noveno capítulo nos habla de Héctor, hijo del hermano de Berto y por tanto primo de Toto. Héctor es un muchacho considerado muy lindo en Vallejos, pero que termina abandonando a todas sus conquistas.
El décimo capítulo centra su atención en Paquita, niña de quince años que fantasea frecuentemente con su instructor de natación.
El undécimo capítulo nos describe las aventuras de Cobito, un joven estudiante en el Colegio Naval de Buenos Aires.
El duodécimo capítulo vuelve a modificar la estructura narrativa. En este caso, leemos el diario de Esther, una becaria del colegio Washington que comienza su despertar sexual.
En el decimotercer capítulo se describe una composición literaria de Casals. La narración describe una relación adúltera ficticia entre el músico vienés Johann Strauss y Carla, una cantante de ópera.
El decimocuarto capítulo, el más breve de la obra, detalla una carta anónima enviada al director del colegio Washington
El decimoquinto capítulo se titula como el cuaderno de pensamientos de Herminia. Se trata de una profesora de piano, soltera, de Vallejos.
La novela termina en el decimosexto capítulo con la carta que escribe Berto a su hermano Jaime. Aquí el autor nos devela un poco del pasado de ambos hermanos y sus conflictos personales. Probablemente, la carta nunca es enviada a su destino.